# レーン郡 (カンザス州)
レーン郡（英: Lane County）は、アメリカ合衆国カンザス州の中央部西に位置する郡である。2010年国勢調査での人口は1,750人であり、2000年の2,155人から18.8%減少した。郡庁所在地はダイトン市（人口1,038人）であり、同郡で人口最大の都市でもある。郡名はジェイホーカー奴隷制度廃止運動の指導者であり、カンザス州選出のアメリカ合衆国上院議員を務めたジェイムズ・H・レーンに因んで名付けられた。

## 法と政府
レーン郡はアルコールを禁じる、すなわち「ドライ」の郡である。1986年にカンザス州憲法が修正され、住民は投票で個人が嗜むアルコール飲料の販売を承認できることになったが、ドライを維持している。

## 地理
アメリカ合衆国国勢調査局に拠れば、郡域全面積は717.43平方マイル (1,858.1 km2)であり、このうち陸地は717.22平方マイル (1,857.6 km2)、水域は0.21平方マイル (0.54 km2)で水域率は0.03%である。

### 隣接する郡
- ゴーヴ郡 - 北
- ネス郡 - 東
- ホッジマン郡 - 南東
- フィニー郡 - 南
- スコット郡 - 西

## 人口動態

人口ピラミッド

以下は2000年の国勢調査による人口統計データである。
| 基礎データ - 人口: 2,155人 - 世帯数: 910 世帯 - 家族数: 613 家族 - 人口密度: 1人/km2（3人/mi2） - 住居数: 1,065軒 - 住居密度: 1軒/km2（2軒/mi2） 人種別人口構成 - 白人: 97.73% - ネイティブ・アメリカン: 0.05% - アジア人: 0.09% - 太平洋諸島系: 0.05% - その他の人種: 0.51% - 混血: 1.58% - ヒスパニック・ラテン系: 1.44% 年齢別人口構成 - 18歳未満: 25.4% - 18-24歳: 5.4% - 25-44歳: 24.6% - 45-64歳: 24.1% - 65歳以上: 20.5% - 年齢の中央値: 42歳 - 性比（女性100人あたり男性の人口） - 総人口: 100.3 - 18歳以上: 97.7 | 世帯と家族（対世帯数） - 18歳未満の子供がいる: 29.5% - 結婚・同居している夫婦: 59.1% - 未婚・離婚・死別女性が世帯主: 5.1% - 非家族世帯: 32.6% - 単身世帯: 30.3% - 65歳以上の老人1人暮らし: 16.5% - 平均構成人数 - 世帯: 2.34人 - 家族: 2.91人 収入と家計 - 収入の中央値 - 世帯: 36,047米ドル - 家族: 41,892米ドル - 性別 - 男性: 29,429米ドル - 女性: 20,446米ドル - 人口1人あたり収入: 18,606米ドル - 貧困線以下 - 対人口: 8.2% - 対家族数: 5.4% - 18歳未満: 11.4% - 65歳以上: 7.6% |

## 都市と町

### 法人化された都市
都市名の後の数字は2010年国勢調査での人口を示す。
- ダイトン, 1,038 - 郡庁所在地

## その他の町
- ヒーリー

## 郡区
レーン郡は5の郡区に分けられている。どの都市も「政治的に独立」と見なされず、下記郡区の数字に含まれている。下表で「人口中心」は最大都市であり、特に大きな数字でなければ、郡区の人口に含まれるものである。

## 教育

### 統一教育学区
- ヒーリー USD 468
- ダイトン USD 482